# 花松螺
花松螺（学名：Siphonaria laciniosa），是基眼目松螺科松螺属的一种。主要分布于马来西亚、韩国、台湾，常栖息在潮间带岩礁上。